# Fluke (Film)
Fluke ist ein US-amerikanischer Familienfilm des Regisseurs und Drehbuchautors Carlo Carlei aus dem Jahr 1995. Der Film basiert auf dem gleichnamigen Roman des Autors James Herbert und handelt von einem gestressten Geschäftsführer, dessen Seele nach einem tödlichen Auto-Unfall in den Körper eines Hundewelpen wandert. Erst in dieser Gestalt lernt er seine Familie wirklich zu schätzen.

## Handlung
Der stets gestresste Geschäftsführer und Leiter einer Baufirma, Thomas Johnson, kommt während eines Streits im Auto mit seinem Freund und Mitbegründer der Firma, Jeff Newman, ums Leben, da sein Auto gegen einen Baum steuert. Er wird allerdings als Welpe wiedergeboren und kann sich zunächst nicht an sein früheres Leben erinnern. Da er von einer streunenden Hündin zur Welt gebracht wurde, nimmt der Tierfänger ihn und seine Geschwister gefangen. Aus dem Tierheim kann er aber fliehen und gelangt zu einer obdachlosen Frau namens Bella, die über ihn sehr froh ist und mit seiner außergewöhnlichen Intelligenz viel Geld machen kann. Deshalb tauft sie ihn "Fluke", was Glück bedeutet. Am nächsten Tag aber stirbt Bella und Fluke ist wieder allein. Doch zu seinem Glück findet er einen anderen streunenden Hund namens Rumbo. Dieser erklärt ihm die wichtigsten Dinge für einen Hund und deutet seine Träume von Menschen auf seine Vergangenheit hin, denn Rumbo war selbst mal ein Mensch. Ein Jahr später (als Fluke schon größer ist) wird Rumbo tödlich angeschossen, weil er Fluke aus den Fängen gemeiner Doktoren, die Kosmetik an Tieren ausprobieren, retten will. Nach Rumbos Tod begibt sich Fluke auf die Suche nach seiner Menschenfamilie. Er findet sie schließlich und sieht, dass Jeff sowohl die Firma als auch seine Familie (Seine Frau Carol und seinen Sohn Brian) übernommen hat. Fluke erinnert sich nur noch an den Streit mit Jeff und will ihn von seiner Familie fernhalten. Doch Jeff will den Hund nicht im Hause haben und verscheucht ihn. Daraufhin geht Brian, der Fluke in sein Herz geschlossen hat, ihn suchen und verschwindet. Fluke überfällt währenddessen Jeff während der Autofahrt und bringt ihn zum Unfall. Nach dem Unfall erinnert er sich jedoch daran, dass Jeff sein Freund war und ihm immer beistand und auch, dass er an diesem Streit damals schuld war. Jeff bittet im rauchenden Auto Fluke darum, Brian zu suchen, denn es ist kalt und es fängt an zu schneien. Fluke findet Brian genau zum gleichen Zeitpunkt wie Carol vor dem Grab seines Vaters. Doch Fluke weiß jetzt, dass seine Familie bei Jeff in guten Händen ist, verabschiedet sich und geht davon. Auf dem Feld findet er Rumbo in Gestalt eines Eichhörnchens wieder, und die beiden streunen wie früher herum. Am Ende sieht man noch, wie Jeff Brian einen Hund kauft, einen Golden Retriever, der genau wie Fluke aussieht.

## Kritiken
Das Lexikon des internationalen Films schrieb, der Film sei „wenig ambitioniert, aber recht unterhaltsam“. Er setze „publikumswirksame Akzente“ und serviere „sein Sentiment mit Augenzwinkern“.

## Auszeichnungen
Der Film als Bester Fantasyfilm und Max Pomeranc wurden im Jahr 1996 für den Saturn Award nominiert.